# Cromínia
Cromínia is een gemeente in de Braziliaanse deelstaat Goiás. De gemeente telt 3.729 inwoners (schatting 2009).

## Aangrenzende gemeenten
De gemeente grenst aan Hidrolândia, Mairipotaba en Professor Jamil.